# Константин (телесеріал)
Константин (англ. Constantine) — американський телесеріал, створений за мотивами серії коміксів видавництв DC Comics і Vertigo. У головній ролі екзорциста Джона Константина Метт Райан. Прем'єра в США відбулась 24 жовтня 2014 року. Завершальна серія вийшла 13 лютого 2015.

## Синопсис
Екзорцист Джон Константин виходить на поле бою із силами темряви, що планують сплюндрувати Землю. В цій боротьбі йому допомагатимуть янгол Менні, художниця із паранормальними здібностями на прізвисько Зед, а також помічник самого екзорциста, водій таксі на ім'я Чез.

## У ролях
| Актор            | Роль                  |
| ---------------- | --------------------- |
| Метт Райан       | Джон Константин       |
| Анхеліка Селая   | Зед (Мері)            |
| Чарльз Галфорд   | Чез                   |
| Майкл Перінью    | Менні, янгол          |
| Майкл Джеймс Шоу | Міднайт               |
| Джеремі Девіс    | Річард Сімпсон        |
| Люсі Гріффітс    | Лів Ебердін (1 серія) |

## Інформація
Серіал є ближчою адаптацією оригінальних коміксів, ніж попередній фільм з Кіану Рівзом в головній ролі. За задумом, героїня Люсі Гріффітс, що з'являється в пілотній серії, мала бути однією з помічників Константина, та в остаточній версії епізоду її персонажа виведено із серіалу. Її місце заступила героїня, яку зіграла Анхеліка Селая.

## Список серій
| Номер | Назва                                                               | Режисер        | Сценарист                  | Дата показу в США | Глядачі в США (в мільйонах) |
| ----- | ------------------------------------------------------------------- | -------------- | -------------------------- | ----------------- | --------------------------- |
| 1     | «Non Est Asylum» «Нема спасіння»                                    | Ніл Маршалл    | Деніел Церон і Девід Гойєр | 24 жовтня 2014    | 4.28                        |
| 2     | «The Darkness Beneath» «Темрява просто під нами»                    | Стів Чілл      | Роккі О'Беннен             | 31 жовтня 2014    | 3.06                        |
| 3     | «The Devil's Vinyl» «Платівка Диявола»                              | Ромео Тірон    | Марк Верейден, Девід Гойєр | 7 листопада 2014  | 3.14                        |
| 4     | «A Feast of Friends» «Екзорцизм на двох»                            | Джон Шоуволтер | Камерон Волш               | 14 листопада 2014 | 3.47                        |
| 5     | «Danse Vaudou» «Танець Вуду»                                        | Джон Бедхем    | Крістін Бойлан             | 21 листопада 2014 | 3.54                        |
| 6     | «Rage of Caliban» «Дитяча лють»                                     | Ніл Маршалл    | Деніел Церон               | 28 листопада 2014 | 3.34                        |
| 7     | «Blessed are the Damned» «Прокляті святі»                           | Нік Гомез      | Шеха Курс                  | 5 грудня 2014     | 3.17                        |
| 8     | «The Saint of Last Resorts» «Свята допомога»                        | ТіДжей Скотт   | Карлі Рей                  | 12 грудня 2014    | 3.30                        |
| 9     | «The Saint of Last Resorts: Part 2» «Свята допомога: Частина друга» | Ромео Тірон    | Марк Верейден              | 16 січня 2015     | 3.10                        |
| 10    | «Quid Pro Quo» «Ти мені, я тобі!»                                   | Мері Херрон    | Брайан Ентоні              | 23 січня 2015     | 3.47                        |
| 11    | «A Whole World Out There» «Інший Світ»                              | Том Райт       | Давіта Скарлетт, Снеа Курс | 30 січня 2015     | 3.29                        |
| 12    | «Angels and Ministers of Grace» «Святі янголи!»                     | Сем Хілл       | Крістін Бойлен             | 6 лютого 2015     | 2.96                        |
| 13    | «Waiting for the Man» «В очікуванні Людини»                         | Девід Бойд     | Камерон Волш               | 13 лютого 2015    | 3.30                        |

## Кросовер
Персонаж Джона Константина у виконанні Метта Райана з'явився в четвертому сезоні американського телесеріалу «Стріла».
А також персонаж з'являвся в декількох епізодах третього сезону «Легенд Завтрашнього Дня». Планується, що він стане постійним учасником цього шоу в четвертому сезоні.